# Семюел Вілсон
Семюел Вілсон (англ. Samuel Wilson; *13 вересня 1766, Арлінгтон, Массачусетс — †31 липня 1854) — різник з міста Трой, штат Нью-Йорк, який під час британо-американської війни 1812 року постачав для американської армії яловичину в бочках. З патріотичних почуттів, бочки позначались трафаретом «US» — що повинно було символізувати Сполучені Штати (англ. United States). Вважається, що 7 вересня 1813 року охоронець-ірландець на запитання, що означають ці букви, розтлумачив їх за ім'ям виробника — дядько Сем (англ. Uncle Sam). Саме цю версію закріпила резолюція Конгресу США від 15 вересня 1961 року, в якій офіційно проголошено вважати Семюела Вілсона прабатьком національного символу Америки — виразу «Дядько Сем» .

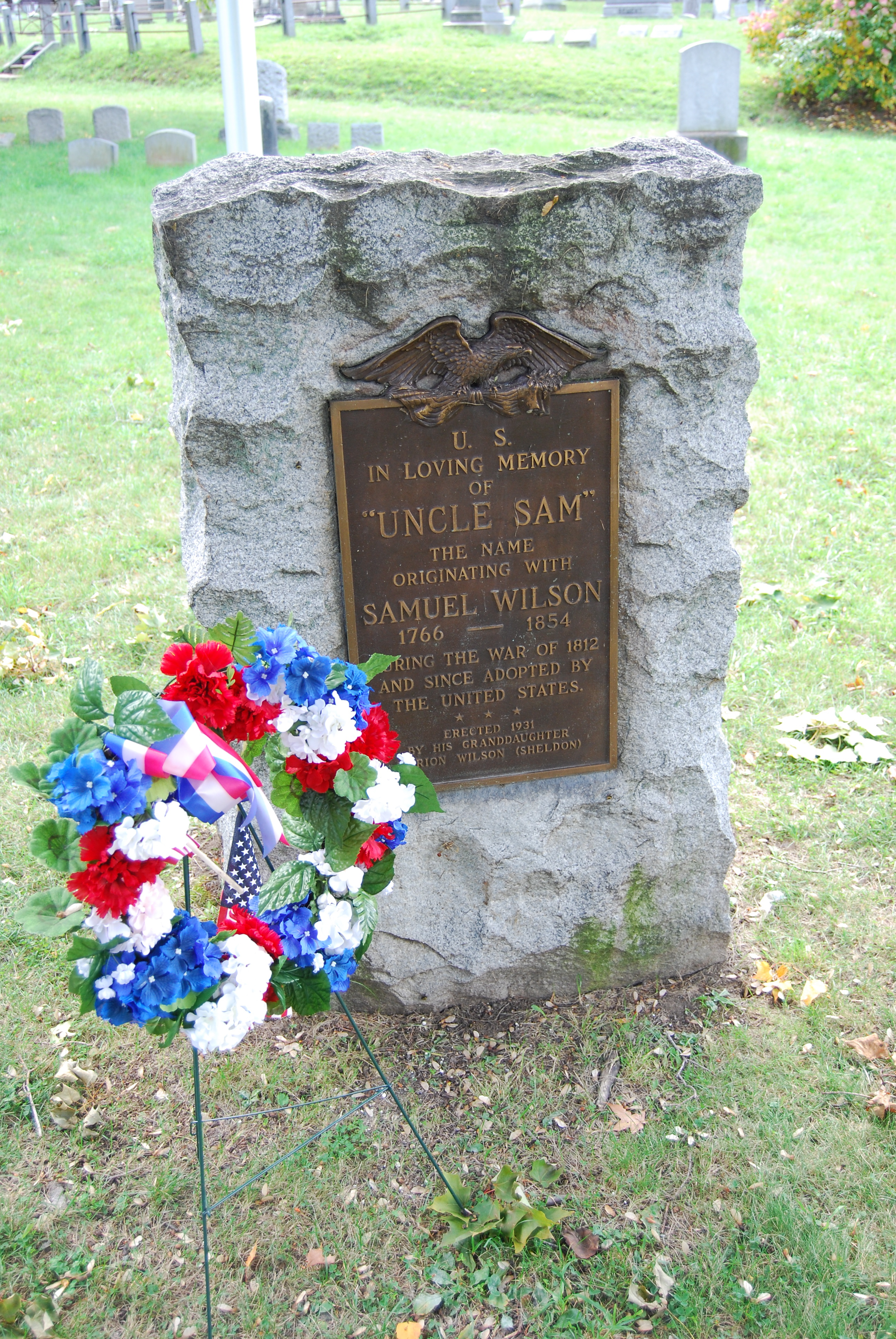
Могила «дядька Сема»

За іншою версією, своє тлумачення напису «US» на бочках дали солдати, які жартома говорили, що м'ясо до них прибуло від Дядька Сема.

Образ Дядька Сема отримав особливу популярність під час першої світової війни — Дядько Сем був зображений на листівці, що запрошувала волонтерів вступати до американської армії. Цей вираз став синонімом-символом федерального уряду США.

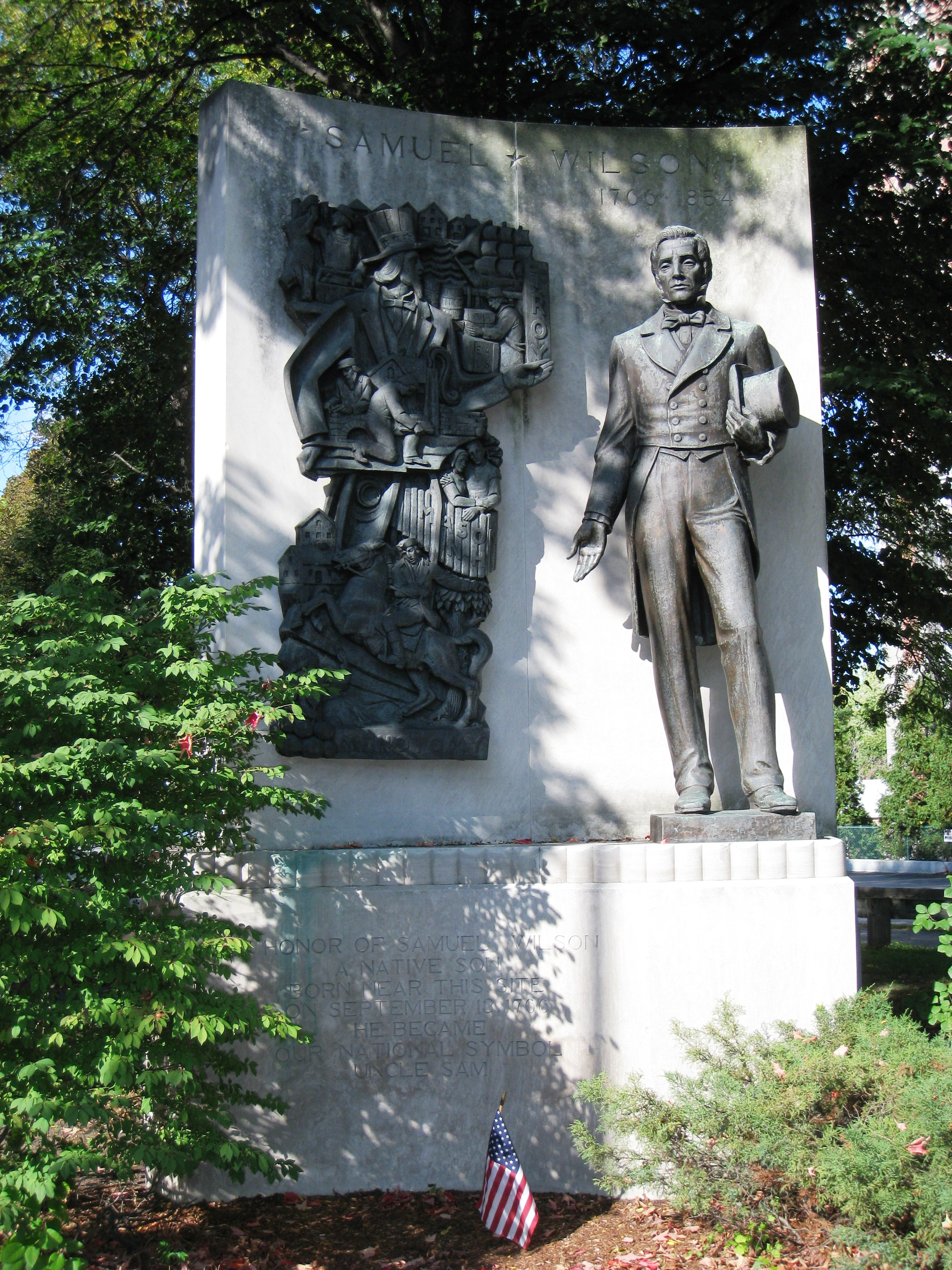
Меморіал Дядька Сема в Арлінгтоні

У наш час в Арлінгтоні, рідному місті Вілсона, Дядькові Сему встановлено пам'ятний монумент.